# Maierà
Maierà ist eine Gemeinde mit 1123 Einwohnern (Stand 31. Dezember 2023) in Italien.

## Geografische Lage
Die Gemeinde liegt etwa 86 km nordwestlich von Cosenza auf einer Höhe von 360 m über dem Meeresspiegel in der Provinz Cosenza in Kalabrien und im Nationalpark Pollino. Zahlreiche Höhlen liegen auf dem Gemeindegebiet. Das Gemeindegebiet umfasst eine Fläche von 17 km². Die Nachbargemeinden sind Buonvicino, Diamante und Grisolia.

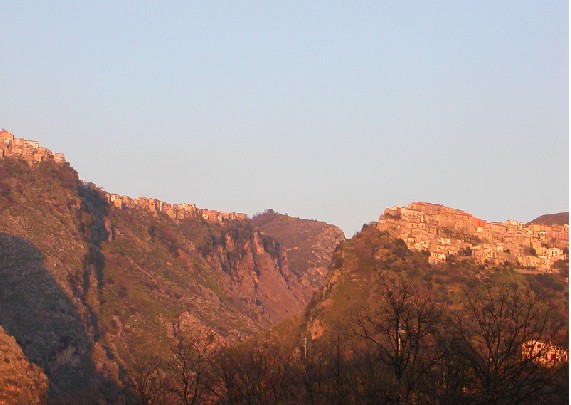
Panorama

## Ortsname
Der Name der Gemeinde Maierà kommt aus dem Hebräischen und bedeutet Höhle: Das häufigste hebräische Wort für „Höhle“ ist מְעָרָה mə‘ārāh.